# Galeodes turanus
Galeodes turanus är en spindeldjursart som beskrevs av Roewer 1934. Galeodes turanus ingår i släktet Galeodes och familjen Galeodidae. Inga underarter finns listade i Catalogue of Life.